# Аукцион (роман)
«Аукцион» — роман Юлиана Семёнова, изданный в 1985 году. Относится к циклу книг о журналисте Степанове (альтер эго автора).
По мотивам книги на следующий год был снят фильм «Лицом к лицу».
Первая публикация (журнальный вариант): «Дружба народов», 1985, № 8-9.

## Сюжет
Советский журналист Степанов в неожиданной коллаборации с князем Ростопчиным, богачом и эмигрантом, и с помощью немца-архивиста Золле занимается возвращением на территорию СССР перемещенных во время ВОВ культурных ценностей. На сей раз речь идет о картине Врубеля, выставленной на Sotheby’s. Чтобы остановить друзей, американский страховой агент, бывший ЦРУшник, использует самые грязные методы. Таким образом, книга является своего рода шпионским романом, полным слежки, прослушки, манипуляций и подстав.
«Прокладками» между главами, описывающими современность, являются письма рубежа XIX—XX века, написанные от лица современников Врубеля, и описывающие трагические обстоятельства его жизни.
В эпизодах романа Семенов использовал образы своих современников, приводил фрагменты бесед с ними: Фёдор Фёдорович Шаляпин, вдова Хэменгуэя, Серж Лифарь и др.

## Прототипы
Дочь писателя пишет в его биографии (ЖЗЛ), что эта книга во многом автобиографическая. Разгадки личностей Ростопчина и Золле можно найти в следующих строках: «…отец познакомился с двумя удивительными людьми: Альбертом Штайном и бароном Фальц-Фейном».
«Альберт Штайн, бывший немецкий солдат, прошел всю войну, был тяжело ранен, попал в плен, вернувшись домой, в одно прекрасное утро сказал: „Мы, немцы, виноваты перед русскими. Все вместе и каждый в отдельности. И я виноват, и хочу искупить свою вину“. Он начал собирать документы, подтверждавшие хищения нацистами огромного количества культурных ценностей из российских музеев, и требовал эти ценности Союзу отдать. Соседи принимали его за безумца, друзья тревожно заглядывали в глаза: „Дорогой Альберт, подумай о себе, о сыновьях, пусть русские сами разбираются со своими иконами и картинами“. Штайн был неукротим, продолжая поиск и добиваясь справедливости. Отец написал о нём статью „Гражданин ФРГ из деревни Штелле“, и они подружились.

О бароне отец узнал случайно. На Сотби в Женеве ему сказали, что есть, мол, такой состоятельный господин из Лихтенштейна, собирает русские картины и архивы. (…) Первый дар России, сделанный бароном, был уникален: часть библиотеки Дягилева — Лифаря; затем архив Соколова, хранивший тайну расстрела царской семьи; потом портрет Потемкина для Воронцовского дворца. Папа приехал знакомиться к барону в Лихтенштейн, и они стали друзьями».
Девичьей фамилией матери барона была Епанчина; Штайн разорился на поисках и покончил с собой.

## Экранизация
- Фильм «Лицом к лицу», режиссёр Анатолий Бобровский